# Nicholas Windsorová
Lady Nicholas Windsorová (rozená Paola Louise Marica Doimiová de Lupis, * 7. srpna 1969, Londýn) je manželka lorda Nicholase Windsora, syna vévody a vévodkyně z Kentu.

## Mládí
Lady Nicholas Windsorová se narodila jako Paola Louise Marica Doimiová de Lupis. V době jejího sňatku byla známá jako princezna Paola Doimiová de Lupis Frankopan Šubić Zrinski. Jejím otcem je Louis Doimi de Lupis, který tvrdí, že je členem rodiny Frankopanů. Její matkou je Ingrid Detterová, advokátka a profesorka práv na Stockholmské univerzitě. Svatební oznámení oslovuje její rodiče jako 'Dona' a 'Donnu'.
Má jednu sestru Christinu a tři bratry Petera, Nicholase a Lawrence.

## Vzdělání a kariéra
Paola Windsorová získala vzdělání na dívčí škole St Paul's Girls' School a ve Wycombe Abbey, kde byla stipendistkou Williama Johnstona Yappa. Studovala v Cambridgi na Gonville and Caius College a na Pařížské univerzitě.
Jako Paola Frankopanová psala pro The Tatler, kde je přispívající redaktorkou, a pro Vogue USA.

## Manželství a rodina
Se svým manželem lordem Nicholasem Windsorem se setkala na večírku milénia v New Yorku v roce 1999. Jejich zasnoubení bylo oznámeno 26. září 2006. Vzali se 4. listopadu 2006 v kostele svatého Štěpána ve Vatikánu. Civilním obřad proběhl 19. října 2006 v londýnské matriční kanceláři a ona se stala lady Nicholas Windsorovou. Nevěsta na sobě měla svatební šaty od Valentina. Bylo to poprvé, co se člen britské královské rodiny oženil ve Vatikánu.
První dítě lorda a lady Nicholase Windsorových, syn Albert Louis Philip Edward, se narodil 22. září 2007 v Chelsea a Westminster Hospital v Londýně. Při narození byl Albert 26. v linii následnictví. Albert byl pokřtěn jako katolík v královnině kapli v St James's Palace v Londýně.
Lady Nicholas porodila jejich druhé dítě, Leopolda Ernesta Augusta Guelpha, 8. září 2009 v Chelsea a Westminster Hospital. Byl pokřtěn kardinálem Angelem Comastrim v bazilice svatého Petra ve Vatikánu.
Třetí syn, Louis Arthur Nicholas Felix Windsor, se narodil 27. května 2014 v Chelsea a Westminster Hospital a stejně jako jeho bratr Albert byl pokřtěn jako katolík v královnině kapli v St James's Palace v Londýně.